# Поварово III
Поварово III (Поварово-Третє рос. Поварово III) — вузлова залізнична станція Великого кільця Московської залізниці у міському окрузі Солнечногорськ/Солнечногорському районі Московської області. Входить до складу Московсько-Смоленського центру організації роботи залізничних станцій ДЦС-3 Московської дирекції управління рухом. За основним характером роботи є дільничною, за обсягом роботи віднесена до 3 класу.
На північ від станції знаходиться селище Поварово. На південь — колишнє локомотивне депо ТЧ-13 Поварово-3, закрите в 1996 році. На початок ХХІ сторіччя будівлі депо занедбані, частина колій використовується, як пункт обороту локомотивів (філія ФТЧЕ-53 Поварово-3 експлуатаційного локомотивного депо ТЧЕ-23 Бекасово-Сортувальне).
Від станції прямує перегін до Жовтневої залізниці: на північ знаходяться дві ССГ (колії № 2 і № 5) з/на радіальний Ленінградський напрямок (головний хід Жовтневої залізниці), що є двоколійним перегоном Поварово III — Поварово I, при цьому перегін відноситься до Московської залізниці. У приміському пасажирському русі ці колії не використовуються. Формально міжзалізничною станцією переходу є тільки Поварово I. Раніше у вузлі була розв'язка з п'яти сполучних колій, але три з них були розібрані і не діють — колія № 3 від Поварово III на Москву, колія № 7 від Москви на Поварово II, колія № 1 від Поварово II на Поварово I.
На станції — одна берегова платформа Поварово III із західного боку у головної колії № I. Платформа низька завдовжки 160 м.
Платформа обслуговується електропотягами:
- З південного боку — Депо ТЧ-20 Апрелєвка Київського напрямку. 3 пари поїздів на день з/до Маніхіно I — Кубинки I — Бекасово I — Дєтково (в тому числі один «прямий» потяг з Апрелєвки). Кінцевою для них є станція Поварово II перегоном у напрямку північний схід.
  - Потяги можуть запізнюватися до декількох годин або скасовуватися через завантаженість Великого кільця вантажними поїздами (в тому числі для сортування на станції Бекасово-Сортувальне)
  - До літа 2011 року дільниця Ікша — Кубинка I обслуговувалося депо Нахабіно Ризького напрямку, але потім дільниця Поварово II — Кубинка I була передана депо Апрелєвка (деякі рейси до Кубинки II були продовжені до Поварово II)
- З північно-східної сторони — Депо Александров Ярославського напрямку і депо Лобня Савеловського напрямку. Всього 3 пари від/до Александрова (через Ікшу/Яхрому) і 1 пара від/до Ікші. Відстій кінцевого електропотяга здійснюється на тупиковій колії № 13 поруч із коліями до колишнього депо.

Для пересадки на приміські потяги Ленінградського напрямку використовується платформа 142 км Великого кільця що розташована північніше, одна із колій біля якої також знаходиться в межах станції (вхідний світлофор на станцію по колії від Поварово II знаходиться біля шляхопроводу), іншою колією (непарною) вхідний ближче, ніж пл. 142 км. Вхідні світлофори з боку Маніхіно II знаходяться на південь відразу за колишнім переїздом (закритий бетонними блоками).
Станом на 2019 рік, через станцію курсує один пасажирський поїзд далекого прямування Брянськ — Санкт-Петербург (передача з київського на ленінградське напрямок в обхід Москви). На станції передбачена 15-хвилинна технічна стоянка.